# Bisabolol
Le bisabolol est un alcool sesquiterpène monocyclique possédant deux isomères,  α et β, possédant à leur tour deux paires d'énantiomères lévogyres et dextrogyres car chaque isomère possède deux centres stéréogènes. La forme naturelle est l'α–(–)-bisabolol, également appelé lévoménol ; l'énantiomère α–(+)-bisabolol existe naturellement mais est plus rare. Le bisabolol synthétique est généralement racémique. Il s'agit d'un liquide huileux incolore à l'odeur légèrement florale pratiquement insoluble dans l'eau et la glycérine, mais soluble dans l'éthanol. Il possède une action anti-inflammatoire et est utilisé en cosmétique. On le trouve dans l'huile essentielle de camomille sauvage et dans l'huile de bergamote. Il a en outre des vertus antimicrobiennes et favorise la cicatrisation. Il favorise également l'absorption percutanée de certaines molécules.

## Numéros CAS
- α-bisabolol ou α,4-diméthyl-α-(4-méthyl-3-pentén-1-yl)-3-cyclohéxene-1-méthanol, numéro CAS 72691-24-8, mélange des racémiques
  - (R,R)-α-bisabolol, numéro CAS 515-69-5, racémique
    - (+)-(αR,1R)-α-bisabolol, numéro CAS 23178-88-3
    - (–)-(αS,1S)-α-bisabolol, numéro CAS 23089-26-1

  - (R,S)-α-bisabolol, numéro CAS 72059-10-0, racémique
    - (+)-(αS,1R)-α-bisabolol, numéro CAS 76738-75-5
    - (–)-(αR,1S)-α-bisabolol, numéro CAS 78148-59-1

- β-bisabolol ou 1-(1,5-diméthyl-4-héxen-1-yl)-4-méthyl-3-cyclohéxen-1-ol, numéro CAS 22567-45-9, mélange des racémiques
  - (R,R)-β-bisabolol, numéro CAS 100680-10-2, racémique
    - (1R,βR)-β-bisabolol, numéro CAS 700358-60-7
    - (1S,βS)-β-bisabolol, numéro CAS 15352-77-9

  - (R,S)-β-bisabolol, numéro CAS 235421-59-7, racémique
    - (1R,βS)-β-bisabolol, numéro CAS 106035-75-0
    - (1S,βR)-β-bisabolol, numéro CAS 106035-76-1